# Попович, Наталья Григорьевна
Наталья Григорьевна Попович (27 февраля 1945, Ленинград — 30 марта 2018, Москва) — советский и российский хормейстер, одна из создателей, руководителей и главный хормейстер театра «Новая опера» (1991—2017). Народная артистка Российской Федерации (2004), лауреат Государственной премии Российской Федерации в области литературы и искусства за 2003 год.

## Биография и карьера
Выпускник Свердловского музыкального училища. Окончила Уральскую государственную консерваторию (1968). Во время учёбы познакомилась с будущим дирижёром и театральным деятелем Евгением Колобовым (1946—2003), впоследствии стала его супругой и ближайшим помощником.
В 1967—1981 хормейстер, главный хормейстер Свердловского театра оперы и балета. Участвовала в создании оперных спектаклей «Травиата» и «Сила судьбы» Дж. Верди, «Кармен» Ж. Бизе, «Царская невеста» Н. А. Римского-Корсакова, и др.
Главный хормейстер Ленинградского театра оперы и балета (1981—1988), Московского музыкального театра им. К. С. Станиславского и В. И. Немировича-Данченко (1988—1991).
В 1991 году вместе с мужем основала Московский театр «Новая опера» и вплоть до 2017 года была его главным хормейстером. За создание театра была удостоена Государственной премии Российской Федерации в области музыкального искусства за 2003 год (с Е. Колобовым и С. Лысенко). После смерти в 2003 году «отца» театра Евгения Колобова фактически осуществляла художественное руководство театром, занимая посты председателя его художественной коллегии и заместителя директора по творческим вопросам. Считается выдающимся хормейтером, однако её деятельность в качестве руководителя оценивается не столь однозначно. В 2013 году была отстранена от всех занимаемых должностей кроме должности главного хормейстера.
Скончалась 30 марта 2018 года после тяжёлой продолжительной болезни. Похороны состоялись 2 апреля 2018 года на Ваганьковском кладбище.

## Звания и премии
- Почётное звание «Заслуженный деятель искусств РСФСР» (2 января 1980 года) — за заслуги в области советского искусства[13]
- Почётное звание «Народная артистка Российской Федерации» (27 декабря 2004 года) — за большие заслуги в области искусства[1]
- Государственная премия Российской Федерации в области литературы и искусства 2003 года (в области музыкального искусства) (12 июня 2004 года)— за создание Московского театра «Новая опера»[2]
- Почётная грамота Правительства Москвы (19 февраля 2010 года) — за большой личный вклад в развитие театрального и хорового искусства и в связи с юбилеем[14]